# Kanton Vernoux-en-Vivarais
Vernoux-en-Vivarais is een voormalig kanton van het Franse departement Ardèche. Het kanton maakte deel uit van het arrondissement Tournon-sur-Rhône. Het werd opgeheven bij decreet van 13 februari 2014 met uitwerking op 22 maart 2015.

## Gemeenten

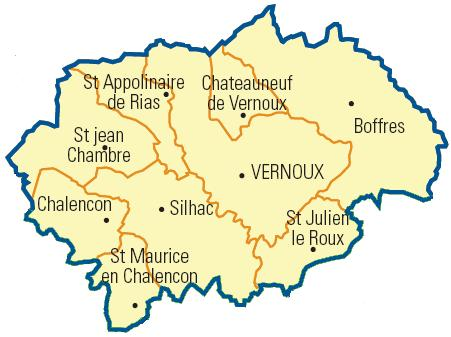
Ligging van gemeenten in het kanton

Het kanton Vernoux-en-Vivarais omvatte de volgende gemeenten:
- Boffres
- Chalencon
- Châteauneuf-de-Vernoux
- Saint-Apollinaire-de-Rias
- Saint-Jean-Chambre
- Saint-Julien-le-Roux
- Saint-Maurice-en-Chalencon
- Silhac
- Vernoux-en-Vivarais (hoofdplaats)